# 88 Водолея
88 Водолея (лат. 88 Aquarii), c² Водолея (лат. c² Aquarii), HD 218594 — одиночная звезда в созвездии Водолея на расстоянии приблизительно 248 световых лет (около 76 парсеков) от Солнца. Видимая звёздная величина звезды — +3,64m.

## Характеристики
88 Водолея — оранжевый гигант спектрального класса K1,5III или K1III. Радиус — около 29 солнечных, светимость — около 349,36 солнечных. Эффективная температура — около 4435 К.